# Carl-Johan Alm
Carl-Johan Alm, född 7 januari 1969 i Västerleds församling i Stockholms län, är en svensk före detta friidrottare. Han tävlade för Spårvägars FI och Spårvägens FK.